# アーロン・ノヴィック
アーロン・ノヴィック（Aaron Novik、1974年7月21日 - ）は、サンフランシスコに拠点を置くアメリカ合衆国の作曲家、クラリネット奏者、バンドリーダーである。彼はベイエリア・即興シーンに関与し、エドモンド・ウェルズのバスクラリネット・カルテットのメンバーを務め、2004年の「ニュー・ワークス・クリエーション」賞を受賞して「チェンバー・ミュージック・アメリカ」からのプレゼンテーション助成金を受けた。ノヴィックは、1980年のアバンギャルドなダンス・アルバム『グラヴィティー』を再作成したギタリストのフレッド・フリスと共に、サンフランシスコやニューヨークに現れた。
ノヴィックの最新アルバム『Secrets of Secrets』は、「ラジカル・ユダヤ文化シリーズ (Radical Jewish Culture Series)」の一部として、2012年2月にジョン・ゾーンのツァディク・レコードからリリースされた。『Secrets of Secrets』は、「イースト・ベイ・エクスプレス」紙によって「魅力的」で「猛烈なまでに達成された作品」と称賛され、「ジューイッシュ・ウィーク」紙では、ラビ・ヴォルムスのエレアザールによる13世紀の神聖なカバラのテキストを使用した「豊かな質感と折衷的でアバンギャルドなクレズマー」とされた。その前のアルバム『Floating World Vol. 1』は、2011年に「Porto Franco Records」レーベルからリリースされた。アルバム『The Samuel Suite』『Simulacra』『Kipple』は、「Evander Records」レーベルからリリースされている。

## ディスコグラフィ

### リーダー・アルバム
- Gubbish (2004年、Odd Shaped Case)
- Kipple (2006年、Evander Records)
- Simulacra (2008年、Evander Records)
- The Samuel Suite (2008年、Evander Records) [15]
- Floating World Vol. 1 (2011年、Porto Franco Records)
- Secrets of Secrets (2012年、ツァディク)

### デジタル・リリースのみ
- Our Band Could Be as Serious as Your Life (2013年)[16]
- Love Triangle Elementary School (2013年)
- Aaron Novik/Greg Saunier Duo (2013年)
- Aaron Novik/Arrington de Dionyso Duo (2013年)
- Frowny Frown Vol. 1 (2013年)
- Storyboard Music Vol. 1 (2013年)
- Storyboard Music Vol. 2 (2013年) ※featuring Edmund Welles